# Sidney Herbert, 1st Baron Herbert of Lea
Sidney Herbert, 1st Baron Herbert of Lea, PC (1810 – 1861) va ser un polític anglès i un confident de Florence Nightingale.

## Biografia
Era el fill petit de George Herbert, 11th Earl of Pembroke, la seva mare era una comtessa russa Catherine Woronzow (o Vorontsov), filla de l'amabaixador rus de St James, Semyon Romanovich Vorontsov. La Woronzow Road a St John's Wood, Londres, rep aquest nom en honor d'aquesta família. Va ser educat a Harrow i Oriel College, Oxford, es va fer una reputació a Oxford Union com un orador.
Herbert entrà a la House of Commons dins del partit conservador. Del 1852 a 1855, va ser responsable de la War Office durant la Guerra Crimean, i de nou el 1859.
Herbert va ser un membre de la Canterbury Association des del 20 de març de 1848.
Va ser Sidney Herbert qui envià Florence Nightingale fora de Scutari, i amn Nightingale dirigí el moviment per la Salut en l'exèrcit i la reforma de la War Office després de la guerra. Morí per la Malaltia de Bright el 1861.